# Công dụng streptomycin

## Thuốc
- Viêm nội tâm mạc nhiễm khuẩn do enterococcus gây ra khi sinh vật không nhạy cảm với gentamicin
- Lao, kết hợp với các kháng sinh khác. Đối với lao hoạt động, nó thường được dùng cùng với isoniazid, rifampicin và pyrazinamide.[1] Đây không phải là phương pháp điều trị đầu tiên, ngoại trừ các quần thể được phục vụ trong y tế mà chi phí của các phương pháp điều trị tốn kém hơn là nghiêm trọng. Nó có thể hữu ích trong trường hợp kháng thuốc khác được xác định.
- Bệnh dịch hạch (Yersinia pestis) đã từng được điều trị bằng phương pháp điều trị đầu tiên. Tuy nhiên, streptomycin chỉ được Cơ Quan Quản Lý Thực Phẩm và Dược Phẩm Hoa Kỳ (U.S. Food and Drug Administration) phê chuẩn cho mục đích này.
- Trong thú y, streptomycin là kháng sinh đầu tiên dùng để chống lại vi khuẩn gram âm ở động vật lớn (ngựa, gia súc, cừu, vv). Nó thường được kết hợp với penicillin để tiêm bắp.
- Nhiễm trùng tularemia đã được điều trị chủ yếu bằng streptomycin.

Streptomycin theo truyền thống được tiêm bắp, và ở nhiều quốc gia chỉ được cấp phép tiêm bắp, mặc dù ở một số vùng, thuốc cũng có thể được tiêm tĩnh mạch. 

## Thuốc trừ sâu
Streptomycin cũng được sử dụng như một thuốc trừ sâu, để chống lại sự phát triển của vi khuẩn ngoài các ứng dụng của con người. Streptomycin kiểm soát các bệnh do vi khuẩn của một số loại trái cây, rau quả, hạt giống và cây cảnh. Sử dụng chủ yếu là kiểm soát bệnh tàn lá trên cây táo và quả lê. Như trong các ứng dụng y tế, sử dụng rộng rãi có thể được kết hợp với sự phát triển của các chủng kháng thuốc. Streptomycin có khả năng có thể được sử dụng để kiểm soát vi khuẩn cyanobacteria trong ao cá cảnh và hồ. Trong khi một số kháng sinh kháng khuẩn có tác dụng ức chế một số sinh vật có nhân nhất định, thì điều này dường như không phải là trường hợp của streptomycin, đặc biệt là trong trường hợp chống nấm.

## Nuôi cấy tế bào
Streptomycin, kết hợp với penicillin, được sử dụng trong một loại hỗn hợp kháng sinh tiêu chuẩn để ngăn ngừa nhiễm khuẩn trong nuôi cấy tế bào.

## Tinh chế protein
Khi tinh chế protein từ chiết xuất sinh học, đôi khi streptomycin sulfate được thêm vào như một phương tiện loại bỏ axit nucleic. Kể từ khi nó liên kết với ribosome và kết tủa ra khỏi dung dịch, tác dụng như là một phương pháp để loại bỏ rRNA, mRNA, và thậm chí cả DNA nếu chiết xuất từ một số sinh vật chưa có nhân..

## Tác dụng phụ
Các tác dụng phụ liên quan nhiều nhất, như với các aminoglycosides khác, là độc tính thận và độc tính trên tai. [11] Có thể bị điếc vĩnh viễn. Phần tiền đình của dây thần kinh sọ VIII (dây thần kinh tiền đình) có thể bị ảnh hưởng, dẫn đến ù tai, chóng mặt, mất điều hòa, độc tính thận và có khả năng gây trở ngại cho chẩn đoán rối loạn chức năng thận.
Tác dụng phụ thường gặp bao gồm cảm giác chống mặt, nôn mửa, tê ở mặt, sốt và phát ban. Sốt và phát ban có thể do sử dụng liên tục.
Sử dụng không được khuyến cáo trong khi mang thai. Sử dụng dường như không sao trong khi cho con bú.  Use appears to be okay while breastfeeding.
Nó không được khuyến cáo ở những người bị bệnh nhược cơ.